# Gmina Skagen
Gmina Skagen (duń. Skagen Kommune) – istniejąca w latach 1970–2006 gmina w Danii w okręgu północnej Jutlandii (Nordjyllands Amt). Siedzibą władz gminy było miasto Skagen. Gmina Skagen została utworzona 1 kwietnia 1970 na mocy reformy podziału administracyjnego Danii.
Po kolejnej reformie administracyjnej w roku 2007 weszła w skład nowej gminy Frederikshavn.

## Dane liczbowe
- Liczba ludności: (♀ 5786 + ♂ 6017) = 11 803
  - wiek 0–6: 6,4%
  - wiek 7–16: 11,8%
  - wiek 17–66: 65,8%
  - wiek 67+: 16,1%
- zagęszczenie ludności: 83,1 osób/km²
- bezrobocie: 7,4% osób w wieku 17–66 lat
- cudzoziemcy z UE, Skandynawii i USA: 147 na 10 000 osób
- cudzoziemcy z krajów Trzeciego Świata: 84 na 10 000 osób
- liczba szkół podstawowych: 4 (liczba klas: 64)

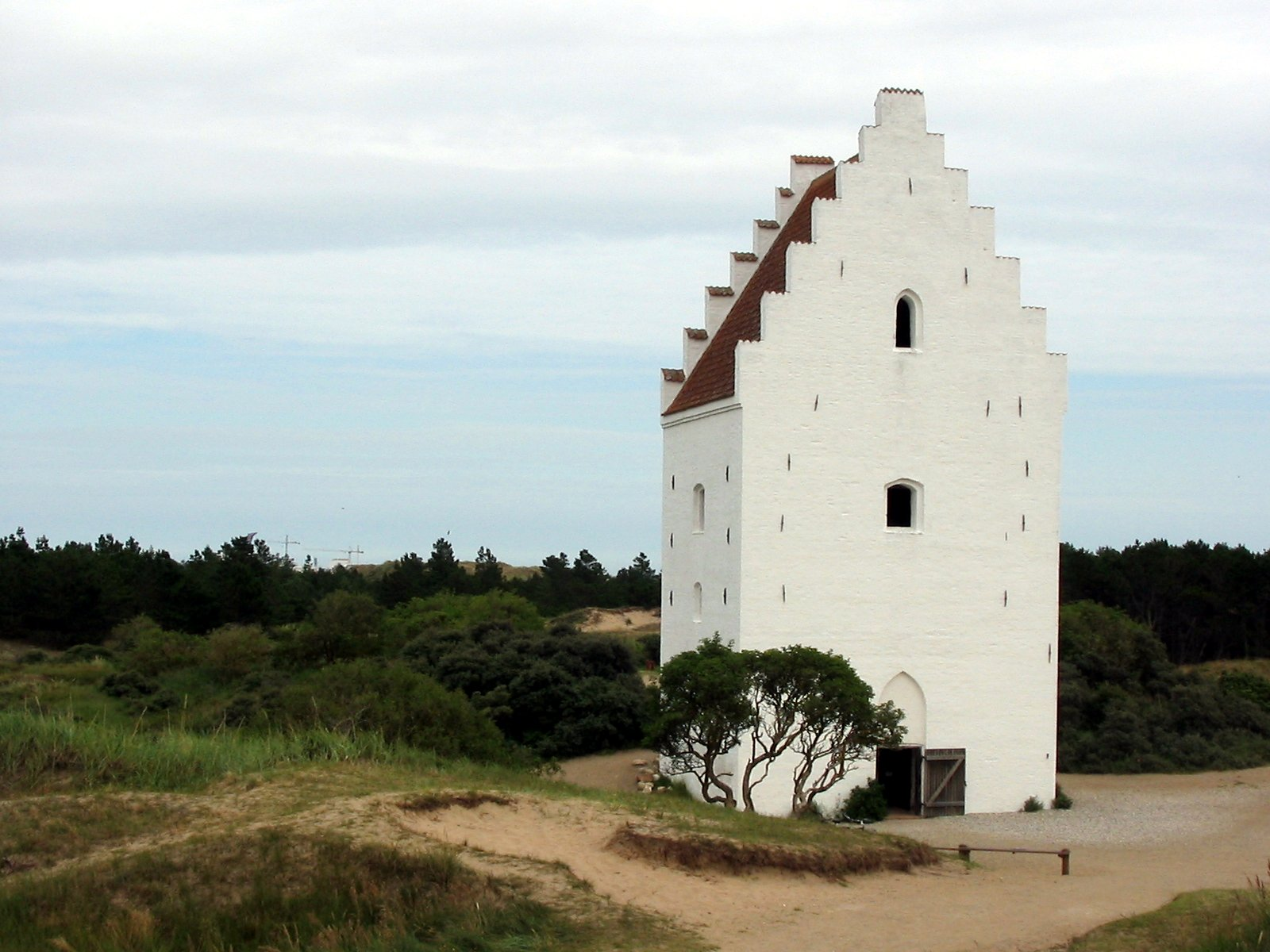
Kościół pod piaskiem w siedzibie gminy – Skagen